# Bleienbach
Bleienbach är en ort och kommun i distriktet Oberaargau i kantonen Bern, Schweiz. Kommunen har 762 invånare (2023).